# Ray Felix
Raymond Darlington Felix (New York, 10 december 1930 - Queens, 28 juli 1991) was een Amerikaans basketballer.

## Carrière
Felix groeide op en speelde collegebasketbal in New York bij de LIU Brooklyn Blackbirds van Long Island University onder Clair Bee. Hij speelde er tot in 1951 en stelde zich kandidaat in de 1953 NBA draft. Hij werd als eerste gekozen door de Baltimore Bullets maar speelde er maar een seizoen voordat hij ging spelen voor de New York Knicks, hij werd geruild voor Al McGuire en Connie Simmons. In zijn debuut seizoen werd hij NBA Rookie of the Year en behaalde ook de All-Star. Hij werd de eerste Afro-Amerikaanse "Rookie of the Year" en de tweede All-Star na Don Barksdale in 1953. Hij speelde voor de Knicks tot in 1960 en ging dan spelen voor de Los Angeles Lakers tot in 1962. 
Felix had in zijn periode in de NBA een aanvaring met latere Hall of Famer Bill Russell die hem bewusteloos sloeg.
Na zijn carrière werkte hij jarenlang voor New York City Parks Department en de Harlem Men's Shelter voor de daklozen. Hij overleed in 1991 na een hartaanval.

## Erelijst
- NBA Rookie of the Year: 1954
- NBA All-Star: 1954
- New York City Basketball Hall of Fame: 2012[5]

## Statistieken

### Regulier seizoen
| Seizoen  | Team               | WG  | MPW  | 2P%  | FW%   | RPW  | APW | PPW  |
| -------- | ------------------ | --- | ---- | ---- | ----- | ---- | --- | ---- |
| 1953/54  | Baltimore Bullets  | 72  | 37,1 | 41,7 | 63,8  | 13,3 | 1,1 | 17,6 |
| 1954/55  | New York Knicks    | 72  | 28,1 | 43,8 | 62,2  | 11,4 | 0,9 | 14,4 |
| 1955/56  | New York Knicks    | 72  | 23,6 | 41,5 | 70,6  | 8,7  | 0,7 | 12,3 |
| 1956/57  | New York Knicks    | 72  | 22,5 | 41,6 | 74,7  | 8,2  | 0,5 | 12,0 |
| 1957/58  | New York Knicks    | 72  | 23,7 | 44,2 | 69,7  | 10,4 | 0,7 | 12,2 |
| 1958/59  | New York Knicks    | 72  | 22,1 | 37,1 | 71,3  | 7,9  | 0,7 | 10,4 |
| 1959/60  | New York Knicks    | 16  | 11,6 | 33,0 | 57,6  | 5,1  | 0,1 | 5,1  |
| 1959/60  | Minneapolis Lakers | 31  | 22,5 | 40,2 | 64,6  | 8,3  | 0,9 | 8,4  |
| 1960/61  | Los Angeles Lakers | 78  | 19,4 | 37,2 | 69,9  | 6,9  | 0,5 | 6,6  |
| 1961/62  | Los Angeles Lakers | 80  | 18,5 | 43,0 | 69,2  | 5,9  | 0,7 | 5,4  |
| Carrière | Carrière           | 637 | 23.8 | 41,2 | 67,8  | 8,9  | 0,7 | 10,9 |
| All Star | All Star           | 1   | 32,0 | 50,0 | 100,0 | 11,0 | 1,0 | 13,0 |

### Play-offs
| Seizoen  | Team               | WG | MPW  | 2P%  | FW%  | RPW  | APW | PPW  |
| -------- | ------------------ | -- | ---- | ---- | ---- | ---- | --- | ---- |
| 1954/55  | New York Knicks    | 3  | 21,0 | 12,5 | 61,9 | 4,0  | 0,3 | 5,7  |
| 1958/59  | New York Knicks    | 2  | 22,5 | 42,9 | 50,0 | 11,5 | 1,0 | 13,0 |
| 1959/60  | Minneapolis Lakers | 8  | 18,4 | 41,5 | 72,0 | 6,6  | 1,1 | 6,5  |
| 1960/61  | Los Angeles Lakers | 12 | 28,3 | 42,2 | 76,9 | 10,4 | 0,8 | 10,2 |
| 1961/62  | Los Angeles Lakers | 13 | 18,6 | 49,2 | 68,4 | 5,9  | 0,5 | 6,5  |
| Carrière | Carrière           | 38 | 22,0 | 41,9 | 70,1 | 7,6  | 0,8 | 7,9  |